# Ітано (Токусіма)

Іта́но (яп. 板野町, いたのちょう, МФА: [itano t͡ɕoː]?) — містечко в Японії, в повіті Ітано префектури Токусіма.  Отримало статус містечка 1955 року. Площа становить 36,18 км². Станом на 1 серпня 2012 року населення складало 13 972  осіб, густота населення — 386 осіб/км².   